# Leptogramma
Leptogramma, rod papratnjača iz porodice Thelypteridaceae, dio reda osladolike. Postoje 29 vrsta iz Azije, uglavnom Himalaja (južna Kina), do Japana i Malezije na jug, po jedna u Europi i Južnoj Africi i dvije u Sjevernoj Americi

## Vrste
1. Leptogramma amabilis Tagawa
2. Leptogramma burksiorum (J. E. Watkins & Farrar) Y. H. Chang & L. Y. Kuo
3. Leptogramma celebica Ching
4. Leptogramma centrochinensis Ching ex Y. X. Lin
5. Leptogramma crenata (Holttum) S. E. Fawc. & A. R. Sm.
6. Leptogramma cyrtomioides (C. Chr.) Y. H. Chang & L. Y. Kuo
7. Leptogramma dissitifolia (Holttum) Y. H. Chang & L. Y. Kuo
8. Leptogramma gymnocarpa (Copel.) Ching
9. Leptogramma himalaica Ching
10. Leptogramma huishuiensis Ching ex Y. X. Lin
11. Leptogramma intermedia Ching ex Y. H. Chang & L. Y. Kuo
12. Leptogramma jinfoshanensis Ching & Z. Y. Liu
13. Leptogramma jinyunensis Y. H. Chang & L. Y. Kuo
14. Leptogramma latipinna (Ching ex Y. X. Lin) Y. H. Chang & L. Y. Kuo
15. Leptogramma leptogrammoides (K. Iwats.) Y. H. Chang & L. Y. Kuo
16. Leptogramma liui Y. H. Chang & L. Y. Kuo
17. Leptogramma mollissima (Fisch. ex Kunze) Ching
18. Leptogramma petiolata Ching
19. Leptogramma pilosa (M. Martens & Galeotti) Underw.
20. Leptogramma pozoi (Lag.) Heywood
21. Leptogramma scallanii (Christ) Ching
22. Leptogramma sinensis (Ching & W. M. Chu) Y. H. Chang & L. Y. Kuo
23. Leptogramma sinica Ching ex Y. X. Lin
24. Leptogramma stegnogrammopsis (C. F. Reed) Fraser-Jenk.
25. Leptogramma subcalcarata (Alderw.) Y. H. Chang & L. Y. Kuo
26. Leptogramma totta (Schltdl.) J. Sm.
27. Leptogramma tottoides Hayata ex H. Itô
28. Leptogramma xingwenensis (Ching ex Y. X. Lin) Y. H. Chang & L. Y. Kuo
29. Leptogramma yahanensis Ching ex Y. X. Lin

## Sinonimi
- Thelypteris subgen.Leptogramma (J.Sm.) C.F.Reed
- Craspedosorus Ching & W.M.Chu